# Florim florentino

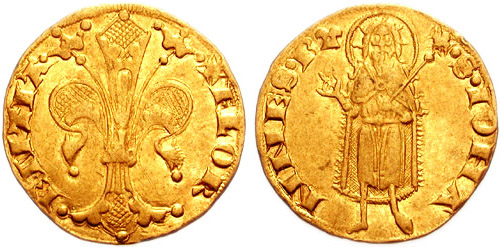
Florim de ouro de Florença de 1340

O florim ( fiorino d'oro  em italiano) foi uma moeda medieval emitida na República Florentina a partir de 1252, e que se converteu na moeda de ouro de referência na Europa nos séculos XIII e XIV.
Em meados do século XIII, a República Florentina era uma potência mercantil e econômica no Mediterrâneo. Para consolidar o seu poder comercial, começou a cunhar uma moeda de alto valor que pudesse substituir as peças de ouro que foram a referência internacional até o século XII: o soldo bizantino e o dinar islâmico.
O florim de Florença foi uma moeda de ouro cuja tipologia foi muito homogênea, até mesmo nas imitações posteriores que dela fizeram (devido ao seu sucesso) em Europa, notavelmente, na Coroa de Aragão, onde Pedro IV começou a cunhar o florim aragonês. Esta foi, no anverso, a flor de lis, emblema parlante de Florença, com a legenda FLORENTIA e no reverso, o padroeiro desta república italiana, São João Batista, com a inscrição S.(anctus) JOHANNES B.(aptista).
O prestígio do florim florentino deveu-se em larga medida à constância do seu peso e à pureza da sua lei. Tratava-se de uma moeda muito valorizada pelo seu peso de 3,5 gramas de ouro de cerca de 24 quilates, a mais alta lei das moedas desta época.
O seu valor era de vinte soldos (solidus), porém, a qualidade insuperável fez com que apenas vinte anos depois da sua primeira emissão já valesse trinta soldos. O florim erigiu-se como moeda de conta em toda Europa. Até finais do século XIII foi ganhando em valor e prestígio, que começou a decair com a crise monetária do século XV e a aparição de imitações de menor qualidade no restante da Europa.
No século XIV era a moeda modelo no Ocidente, e começam as cunhagens de florins que mantêm a sua tipologia e iconografia na Alemanha, Inglaterra, França, os Países Baixos, Portugal, Suécia, Polônia, Rússia e Aragão. Exceto na França (onde a imagem do Batista foi substituída pelo brasão da Casa de Anjou e Jerusalém), todas as imitações utilizaram a mesma tipologia, apenas substituindo a lenda de Florença pela do reino no que eram emitidas. Pronto foi reduzida a lei destes florins, sobretudo o de Aragão, a 18 quilates, minguando no peso com referência aos florins originais, o qual acabou produzindo um desprestígio do florim que, no século XV, foi substituído como moeda de ouro de referência pelo ducado da República de Veneza.